# چاقوی پارمزان

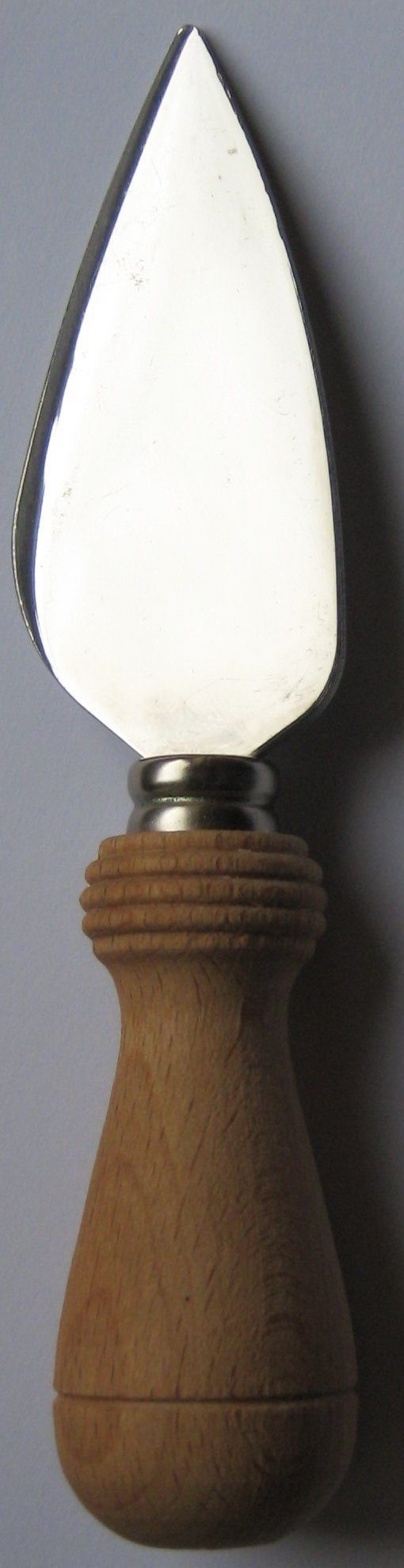
یک چاقوی گرانا (tagliagrana)

چاقوی پارمزان یا چاقوی گرانا (ایتالیایی: tagliagrana) چاقویی با تیغه اشکی شکل و دسته چوبی گرد است که برای شکافتن پنیرهای سفت مانند گرانا یا پارمزان به کار می‌رود. از چاقوهای بزرگتر با دسته مسطح و قابل چکش زدن برای بریدن تراکل‌های پنیر استفاده می‌شود که پوسته آنها نسبتاً سفت است.
این چاقو در لوگوی رسمی پارمزان PDO به تصویر کشیده شده است.